# 汤山城镇
汤山城镇，是中华人民共和国辽宁省丹东市振安区下辖的一个乡镇级行政单位。 区域面积226.7平方千米。

## 行政区划
汤山城镇下辖以下地区：
汤山城村、石安村、龙升村、龙湖村、龙泉村、陡水村、榆树林村、佛山村和太河村。